# Ida Wahlund
Ida Maria Wahlund, född 16 maj 1975 i Stockholm, är en svensk skådespelerska.
Ida Wahlund studerade vid Teaterhögskolan i Luleå 1997–2003.

## Filmografi
- 2002 – Hundtricket
- 2003–2004 – Spung (TV-serie)
- 2004 – Hotet
- 2005 – Krama mig
- 2005 – Kommissionen (TV-serie)
- 2005 – Kvalster (TV-serie)
- 2006 – Kronprinsessan (TV-serie)
- 2006 – Beck – Flickan i jordkällaren
- 2014–2015 – Inte OK (TV-serie)
- 2018 – Bonusfamiljen (TV-serie)

### Webbkällor
- Ida Wahlund på Internet Movie Database (engelska)
- Ida Wahlund på Svensk Filmdatabas